# Bleksjön
Bleksjön är en sjö i Ånge kommun i Medelpad som ingår i Ljungans huvudavrinningsområde. Sjön har en area på 0,276 kvadratkilometer och ligger 408 meter över havet. Sjön avvattnas av vattendraget Länsterån.

## Delavrinningsområde
Bleksjön ingår i det delavrinningsområde (694355-145361) som SMHI kallar för Utloppet av Bleksjön. Medelhöjden är 435 meter över havet och ytan är 6,38 kvadratkilometer. Räknas de 2 avrinningsområdena uppströms in blir den ackumulerade arean 17,21 kvadratkilometer. Länsterån som avvattnar avrinningsområdet har biflödesordning 2, vilket innebär att vattnet flödar genom totalt 2 vattendrag innan det når havet efter 185 kilometer. Avrinningsområdet består mestadels av skog (69 procent) och sankmarker (12 procent). Avrinningsområdet har 0,83 kvadratkilometer vattenytor vilket ger det en sjöprocent på 13,1 procent.